# Francisco Jesuíno Avanzi
Francisco Jesuíno Avanzi (Piracicaba, 30 januari 1949 – São Paulo, 8 oktober 2008) was een Braziliaans voetballer, beter bekend als Chicão.  

## Biografie
Chicão begon zijn carrière bij kleinere clubs en maakte in 1973 de overstap naar São Paulo samen met Waldir Peres, waar hij een van de grote idolen van de jaren zeventig zou worden. Een jaar later speelde hij met de club al de finale van de Copa Libertadores, die ze verloren van Independiente. In 1975 won hij met het team het Campeonato Paulista. In 1977 won hij met de club de landstitel nadat ze in de finale Atlético Mineiro versloegen na strafschoppen. Chicão miste wel zijn strafschop, maar dat maakte niet uit omdat Atlético ook drie keer naast schopte. In 1979 ging hij voor Atlético Mineiro spelen en won er in 1980 het Campeonato Mineiro mee. In 1981 maakte hij de overstap naar Santos maar kon daar niet overtuigen en werd aan Londrina uitgeleend. Hierna speelde hij og voor verscheidene clubs.
Hij speelde 9 wedstrijden voor het nationale elftal. Hij debuteerde in een vriendschappelijke wedstrijd tegen Uruguay en speelde drie wedstrijden op het WK 1978.
Hij overleed in oktober 2008 ten gevolge van slokdarmkanker.